# Madonna col Bambino tra angeli e i santi Anna e Gioacchino
La Madonna col Bambino tra angeli e i santi Anna e Gioacchino è un dipinto a tempera e argento su tavola (93x52 cm) del Maestro di Tressa, databile al 1240 circa e conservato nella Collezione Chigi Saracini di Siena. 

## Storia e descrizione
Si tratta dell'opera datata più avanti del Maestro di Tressa, con una struttura simile a quella dell'eponima Madonna di Tressa (trono ligneo a strati piatti, frontalità delle figure, occhi che guardano in alto, volti resi con linee non sfumate di luci e ombre, colori basilari e accesi), in cui si notano però dei miglioramenti derivati dall'esempio dei lucchesi (Berlinghiero Berlinghieri innanzitutto) e di altre correnti figurative ad ampio raggio, come le striature con sopraccolori più chiari nel panneggio, il maggior movimento delle gambe di madre e figlio, la più familiare presa di Maria sul Bambino. 
Raro è il fondo in argento: non tanto perché fosse meno diffuso di quello oro, ma perché essendo soggetto a un marcato e inesorabile annerimento, più spesso portava alla sostituzione delle opere sugli altari con la conseguente distruzione. I lati del trono sono riempiti da sottili figure, longilinee più che mai anche se non allungate quanto quelle lucchesi: in alto due angeli porgenti il sudario, e a metà una coppia di santi, probabilmente i genitori della Vergine, Anna e Gioacchino.